# Andrzej Drabiński
Andrzej Józef Drabiński – polski inżynier, dr hab. nauk rolniczych, profesor zwyczajny i dyrektor Instytutu Architektury Krajobrazu Wydziału Inżynierii Kształtowania Środowiska i Geodezji Uniwersytetu Przyrodniczego we Wrocławiu.

## Życiorys
W 1970 ukończył studia melioracji wodnej w Wyższej Szkole Rolniczej we Wrocławiu, 30 czerwca 1979 obronił pracę doktorską Rola stawów rybnych w gospodarce wodnej zlewni rzeki Baryczy, 7 maja 1991 habilitował się na podstawie pracy zatytułowanej Wpływ gospodarowania wodą w stawach rybnych na odpływ ze zlewni rzek Baryczy do przekroju Łąki. 10 stycznia 2001 nadano mu tytuł profesora w zakresie nauk rolniczych. Objął funkcję profesora zwyczajnego i dyrektora w Instytucie Architektury Krajobrazu na Wydziale Inżynierii Kształtowania Środowiska i Geodezji Uniwersytetu Przyrodniczego we Wrocławiu.
Był członkiem Komitetu Melioracji i Inżynierii Środowiska Rolniczego na II Wydziale Nauk Biologicznych i Rolniczych, Komitetu Melioracji i Inżynierii Środowiska Rolniczego na V  Wydziale Nauk Rolniczych, Leśnych i Weterynaryjnych, oraz Komitetu Ochrony Przyrody na II Wydziale Nauk Biologicznych Polskiej Akademii Nauk, prorektorem na Uniwersytecie Przyrodniczym we Wrocławiu, a także piastował stanowisko dziekana na Wydziale Inżynierii Kształtowania Środowiska i Geodezji Akademii Rolniczej we Wrocławiu.